# Szergej Donatovics Dovlatov
Szergej Donatovics Dovlatov-Mecsik (oroszul: Сергей Донатович Довлатов-Мечик; Ufa, 1941. szeptember 3. – New York, 1990. augusztus 24.) szovjet-orosz újságíró és író. Nemzetközi szinten a 20. század végének egyik legnépszerűbb orosz írója.

## Életrajza

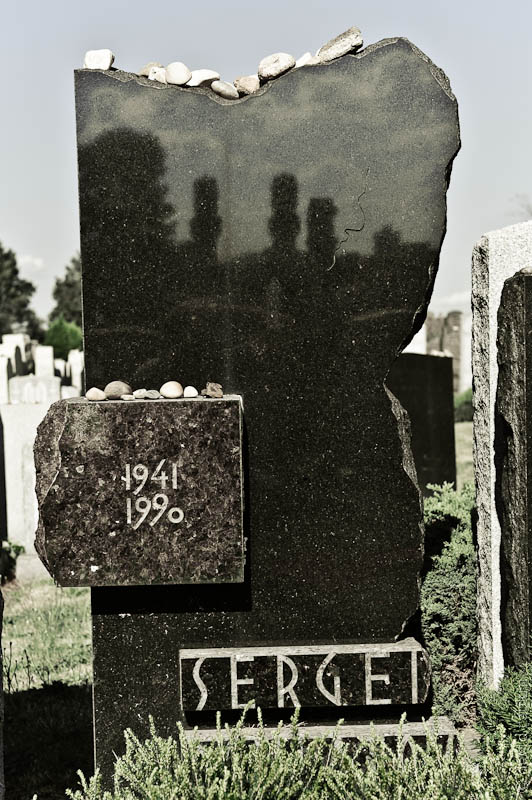
Mount Hebron temető, New York

Dovlatov 1941. szeptember 3-án született Ufában, a szovjetunióbeli Baskír SZSZK fővárosában, ahová családját a második világháború elején evakuálták Leningrádból (ma Szentpétervár). Édesanyja, Nora Dovlatova örmény volt, lektorként dolgozott, míg édesapja, Donat Mecsik zsidó származású színházi rendező volt. Apai nagyapját, Iszaakot a sztálini repressziók során végezték ki.
1944 után édesanyjával élt Leningrádban. Dovlatov a Leningrádi Állami Egyetem Finn Tanszékén tanult, de két és fél év után megbukott. Ott ismerkedett meg Joszif Brodszkij költővel, Szergej Volf íróval és Alekszandr Nej szobrász és festővel.
Besorozták a szovjet belügyi csapatokhoz, és három évig szolgált Komiföldön egy börtöntábor őrségében. Később újságíróként kereste kenyerét különféle újságokban és folyóiratokban Leningrádban, majd a Szovjetszkaja Esztonyija (Szovjet Észtország) tallinni napilap tudósítójaként. Jövedelmét azzal egészítette ki, hogy nyaranta idegenvezető volt egy Pszkov melletti – természetvédelmi területtel egyesített – múzeumban (Mihajlovszkoje), amelyet Alekszandr Puskinnak szenteltek. Dovlatov prózai regényeket írt, de számos próbálkozása, hogy a Szovjetunióban megjelenjen, hiábavaló volt.
Dovlatov nem tudott publikálni a Szovjetunióban, ezért szamizdattal terjesztette írásait és Nyugat-Európába küldte őket külföldi folyóiratokban való publikálás céljából; ezen tevékenysége miatt 1976-ban kizárták a Szovjet Újságírók Szövetségéből. Nyugati orosz nyelvű folyóiratokban, pl. «Континент» (Kontinens) és «Время и мы» (Az idő és mi) jelentek meg írásai. Első könyvének nyomdai példányát a KGB parancsára megsemmisítették.
1978-ban Dovlatov családjával, édesanyjával, Norával együtt emigrált a Szovjetunióból, és feleségével és lányával New Yorkba költözött, ahol később társszerkesztője lett a The New American című liberális, orosz nyelvű emigráns újságnak. Az 1980-as évek közepén Dovlatovot végre íróként is elismerték, és a tekintélyes The New Yorker magazinban nyomtatták ki.
Számos írása önéletrajzi ihletésű. Sokat foglalkozott a nyugati orosz emigrációval, a talajosok és a liberálisok belharcaival. Sorstársait megértően, ugyanakkor kíméletlen (ön)gúnnyal ábrázolta, mint akik semmiben nem értettek egyet, csak abban, hogy „a Nyugat pusztul, mert elvesztette a hagyományos keresztény értékeket” (Kihelyezett tagozat, Európa, 2010). 

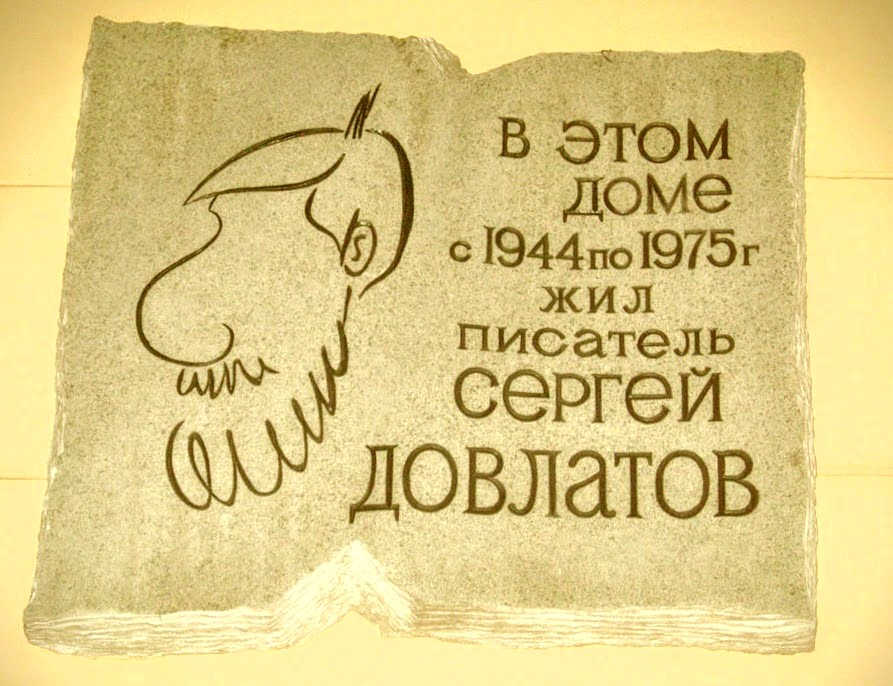
Emléktábla Dovlatov házán, az író önarcképével. Szentpétervár (Oroszország), Rubinstejn u 23.

„Tolsztoj elméjét lehet tisztelni. Gyönyörködni Puskin finomságában. Értékelni Dosztojevszkij spirituális keresését. Gogol humorát. És így tovább. Mégis Csehov az egyetlen, akire hasonlítani szeretnék.”

– Dovlatov

Joszif Brodszkij azt mondta Dovlatovról: „Ő az egyetlen orosz író, akinek a műveit végig is olvassák”, és hogy: „A döntő a hangnem, amelyet egy demokratikus társadalom minden tagja felismerhet: az egyén, aki nem hagyja magát az áldozat szerepébe állítani."
Dovlatov szívelégtelenségben halt meg 1990. augusztus 24-én New Yorkban, és a Mount Hebron zsidó temetőben temették el.

## Irodalmi stílusa
Dovlatov szabálya az volt, hogy a mondatokat úgy építse fel, hogy ne legyen két szó, amely ugyanazzal a betűvel kezdődik. Így mondatai többnyire rövidek és egyszerűek, ritkán tartalmaznak tagmondatokat.
Ahogy a Craft: A Story in Two Parts (1985) című művében kifejtette, bálványa Ernest Hemingway volt, később nagy hatással volt rá Joszif Brodszkij, akit személyesen is jól ismert.

## Öröksége
2014. június 26-án a New York-i városi tanács a 63. Drive, Yellowstone Boulevard és a 108. Street közötti szakaszát Szergej Dovlatov útnak nevezte el. A megtiszteltetés igénylésére irányuló petíciót 18 000-en írták alá; ugyanebben az évben jelent meg a szerző Puskin Hills könyvének új kiadása lánya, Katherine Dovlatov fordításában. A művet a legjobb fordított könyv díjára jelölték (Best Translated Book Award). A megnyitó ünnepséget a 108. utca és a 63. út sarkán tartották 2014. szeptember 7-én; három orosz televíziós híradó rögzítette az eseményt, és az ünneplés a néhai szerző közeli otthonában folytatódott.
2018-ban készült egy életrajzi film Szergej Dovlatovról, ami film a 2018-as Berlinalén versenyzett.

## Művei
Szergej Dovlatov tizenkét emigráns éve alatt tizenkét könyvet jelentetett meg az Egyesült Államokban és Európában. A Szovjetunióban a szamizdatok és a Szabadság Rádió révén ismerték. A a Szovjetunió felbomlása után jónéhány novellásgyűjteménye jelent meg Oroszországban is.
Élete során jelent meg:
- The Invisible Book (Невидимая книга) – Аnn Arbor: Ardis, 1977
- Solo on Underwood: Notebooks (Соло на ундервуде: Записные книжки) – Paris: Третья волна, 1980
- The Compromise (Компромисс) – New York: Knopf, 1981
- The Zone: A Prison Camp Guard's Story (Зона: Записки надзирателя), 1982 (trans. New York: Knopf, 1985)
- Pushkin Hills (Заповедник), 1983 (trans. Berkeley, CA: Counterpoint, 2014)
- The March of the Single People (Марш одиноких) – Holyoke: New England Publishing Co, 1983
- Ours (Наши) – Ann Arbor: Ардис, 1983
- Demarche of Enthusiasts (Демарш энтузиастов) (társszerzőként Vagrich Babakhanyannal és N. Szagalovszkijjal) – Paris: Синтаксис, 1985
- Craft: A Story in Two Parts (Ремесло: Повесть в двух частях) – Ann Arbor: Ардис, 1985
- A Foreign Woman (Иностранка) – New York: Russica Publishers, 1986
- The Suitcase (Чемодан) – Tenafly: Эрмитаж, 1986
- The Performance (Представление) – New York: Russica Publishers, 1987
- Not only Brodsky: Russian Culture in Portraits and Jokes (He только Бродский: Русская культура в портретах и в анекдотах) (cowritten with M. Volkova) – New York: Слово – Word, 1990
- Notebooks (Записные книжки) – New York: Слово – Word, 1990
- Affiliate (Филиал) – New York: Слово – Word, 1990

### Magyarul
- Játsszunk bluest! (orosz emigráns írók kisregényei) – Európa, Budapest, 1992 · ISBN 963-07-5395-2 · fordította: Gereben Ágnes (Előadás)
- Puskinland / Ezek vagyunk mi (Pushkin Hills) – Európa, Budapest, 2001 · ISBN 9630769344 · fordította: M. Nagy Miklós, Páll Erna
- Kompromisszum / Külföldi nő – Európa, Budapest, 2003 · ISBN 9630773007 · fordította: Goretity József, Páll Erna
- A zóna / A bőrönd (The Zone / The Suitcase) – Európa, Budapest, 2006 · ISBN 9630780216 · fordította: Goretity József, Szőke Katalin
- A kihelyezett tagozat / Válogatott elbeszélések – Európa, Budapest, 2010 · ISBN 9789630789066 · fordította: Abonyi Réka, Kisbali Tamás, Szőke Katalin (A kihelyezett tagozat, Más élet, Az irodalom folytatódik, Szőlő, Agyagban sült öreg kakas, Ariel, A játék, Budanyickij nőgyógyász, Az utcán és otthon, Ennyi, Harmadik kanyar balra, Szóló Underwoodra)

## Fordítás
- Ez a szócikk részben vagy egészben  a   Sergei Dovlatov című angol Wikipédia-szócikk fordításán alapul.  Az eredeti cikk szerkesztőit annak laptörténete sorolja fel. Ez a jelzés csupán a megfogalmazás eredetét és a szerzői jogokat jelzi, nem szolgál a cikkben szereplő információk forrásmegjelöléseként.